# Persone di cognome dos Santos
| Questa pagina contiene informazioni ricavate automaticamente dalle voci biografiche con l'ausilio del template Bio e di un bot. L'aggiornamento è periodico e automatico e ricostruisce completamente la pagina. Se manca una persona in questa lista, sei pregato di non aggiungerla, ma accertati piuttosto che la sua voce biografica contenga il template Bio e che i dati anagrafici siano correttamente compilati. Se il template Bio manca, inseriscilo tu stesso o, in alternativa, metti l'avviso {{tmp\|Bio}} che ne segnala la mancanza. Se i dati riportati sono sbagliati, correggi direttamente la voce biografica; le modifiche saranno visibili in questa lista entro pochi giorni. Per chiarimenti vedi il progetto antroponimi. La lista contiene solo le 64 persone che sono citate nell'enciclopedia e per le quali è stato implementato correttamente il template Bio. Pagina aggiornata al 18 apr 2019. |

Questa è una lista di persone presenti nell'enciclopedia che hanno il cognome dos Santos, suddivise per attività principale.

## Arbitri di calcio(2)
- Jorge José Emiliano dos Santos, arbitro di calcio brasiliano (Rio de Janeiro, n.1954 - Rio de Janeiro, †1995)
- Wilson Carlos dos Santos, arbitro di calcio brasiliano (Rio de Janeiro, n.1942 - Rio de Janeiro, †2005)

## Calciatori(46)
- Aldemar, calciatore brasiliano (Rio de Janeiro, n.1931 - Recife, †1977)
- Alessandro dos Santos, ex calciatore brasiliano (Maringá, n.1977)
- André Clarindo dos Santos, calciatore brasiliano (San Paolo, n.1983)
- Antônio Flávio, calciatore brasiliano (Brejinho de Nazaré, n.1987)
- Antônio Carlos dos Santos, calciatore brasiliano (Guaira, n.1979)
- Armandinho, calciatore brasiliano (São Carlos, n.1911 - Santos, †1972)
- Artur Santos, calciatore portoghese (n.1931)
- Bruno Araújo dos Santos, calciatore brasiliano (Rio de Janeiro, n.1993)
- Diego Macedo, calciatore brasiliano (Americana, n.1987)
- Douglas dos Santos, calciatore brasiliano (Criciúma, n.1982)
- Douglas Pereira dos Santos, calciatore brasiliano (Monte Alegre de Goiás, n.1990)
- Dinho, ex calciatore brasiliano (Neópolis, n.1966)
- Edison Luiz dos Santos, calciatore brasiliano (Osasco, n.1985)
- Fausto dos Santos, calciatore brasiliano (Codó, n.1905 - Santos Dumont, †1939)
- Freddy dos Santos, ex calciatore capoverdiano (Oslo, n.1976)
- Gerardo dos Santos, ex calciatore brasiliano (San Paolo, n.1962)
- Gilberto Galdino dos Santos, ex calciatore brasiliano (Recife, n.1976)
- Gilmar Jorge dos Santos, ex calciatore brasiliano (São Paulo, n.1971)
- Giovanni Aparecido Adriano dos Santos, calciatore brasiliano (Bauru, n.1987)
- Jailson Marcelino dos Santos, calciatore brasiliano (São José dos Campos, n.1981)
- Filipe Dos Santos, calciatore portoghese (n.1896 - †1941)
- João Justino Amaral dos Santos, ex calciatore brasiliano (Campinas, n.1954)
- João Santos, calciatore portoghese (n.1909)
- João Carlos, ex calciatore brasiliano (Sete Lagoas, n.1972)
- Juliano Laurentino dos Santos, ex calciatore brasiliano (João Pessoa, n.1985)
- Léo Fortunato, calciatore brasiliano (Rio de Janeiro, n.1983)
- Liberto dos Santos, calciatore portoghese (n.1908)
- Manuel Luís dos Santos, ex calciatore portoghese (Setúbal, n.1943)
- Marco Aurélio Cunha dos Santos, ex calciatore brasiliano (Rio de Janeiro, n.1967)
- Marcos Paulo dos Santos, calciatore brasiliano (Belo Horizonte, n.1981)
- Moacir Rodrigues dos Santos, ex calciatore brasiliano (Belo Horizonte, n.1970)
- Narciso dos Santos, ex calciatore brasiliano (Neópolis, n.1973)
- Paulo dos Santos, ex calciatore capoverdiano (São Vicente, n.1973)
- Philipe Fidélis dos Santos, calciatore brasiliano (Contagem, n.1989)
- Rafael Pereira dos Santos, calciatore brasiliano (Rio do Sul, n.1984)
- Renan, calciatore brasiliano (Rio de Janeiro, n.1989)
- Ricardo dos Santos, ex calciatore uruguaiano (Montevideo, n.1965)
- Ricardo Alexandre dos Santos, ex calciatore brasiliano (Passos, n.1976)
- Rodrigo Mancha, calciatore brasiliano (Curitiba, n.1986)
- Rubén dos Santos, ex calciatore uruguaiano (Montevideo, n.1969)
- Sidney Cristiano dos Santos, calciatore brasiliano (Rio de Janeiro, n.1981)
- Sidny Feitosa dos Santos, calciatore brasiliano (Xique-Xique, n.1981)
- Steevan dos Santos, calciatore capoverdiano (Mindelo, n.1989)
- Thiago Santos, calciatore brasiliano (Curitiba, n.1989)
- Warley Silva dos Santos, calciatore brasiliano (Sobradinho, n.1978)
- Édson dos Santos, ex calciatore brasiliano (Ilhéus, n.1933)

## Cantanti(1)
- Agostinho dos Santos, cantante brasiliano (San Paolo, n.1932 - Parigi, †1973)

## Cardinali(1)
- Alexandre José Maria dos Santos, cardinale e arcivescovo cattolico mozambicano (Zavala, n.1924)

## Cestiste(2)
- Adriana Aparecida dos Santos, ex cestista brasiliana (São Bernardo do Campo, n.1971)
- Clarissa Cristina dos Santos, cestista brasiliana (Rio de Janeiro, n.1988)

## Cestisti(5)
- Aristides Josuel dos Santos, ex cestista brasiliano (Barueri, n.1970)
- Hermenegildo Santos, cestista angolano (Kilamba Kiaxi, n.1990)
- José Aparecido dos Santos, ex cestista brasiliano (San Paolo, n.1946)
- Welington Reginaldo dos Santos, cestista brasiliano (Araraquara, n.1981)
- Yago Mateus dos Santos, cestista brasiliano (Tupã, n.1999)

## Giocatori di calcio a 5(1)
- Vinícius Carlos dos Santos, giocatore di calcio a 5 brasiliano (Carapicuíba, n.1987)

## Imprenditrici(1)
- Isabel dos Santos, imprenditrice angolana (n.1973)

## Maratoneti(1)
- Luíz Antônio dos Santos, ex maratoneta brasiliano (Volta Redonda, n.1964)

## Nuotatori(1)
- Nicholas Santos, nuotatore brasiliano (Ribeirão Preto, n.1980)

## Pallamanisti(1)
- Maik dos Santos, pallamanista brasiliano (n.1980)

## Pallavolisti(1)
- Vinicius dos Santos, pallavolista brasiliano (n.1986)

## Vescovi cattolici(1)
- António Francisco dos Santos, vescovo cattolico portoghese (Tendais, n.1948 - Porto, †2017)